# Probarbus jullieni
Probarbus jullieni is een  straalvinnige vissensoort uit de familie van karpers (Cyprinidae). De wetenschappelijke naam van de soort is voor het eerst geldig gepubliceerd in 1880 door Sauvage.
De soort staat op de Rode Lijst van de IUCN als Bedreigd, beoordelingsjaar 2011. De omvang van de populatie is volgens de IUCN dalend.